# Blutgericht (Königsberg)
A Blutgericht (magyarul „vérbíróság") az egykori kelet-poroszországi főváros Königsberg (ma Kalinyingrád) 1738 és 1945 áprilisa közt működő nagyhírű történelmi borpincéje volt. Az 1731-ben a helyi protestánsüldözések elől Salzburgból Königsbergbe menekül David Schindelmeißer által alapított borozó hamar a königsbergiek, különösképpen az egyetemi diákság egyik kedvelt „intézményévé" nőtte ki magát.
A borpince az egykori, az 1944-es brit bombatámadások során kiégett, végül 1968-ban Leonyid Brezsnyev szovjet államfő személyes utasítására lebontott königsbergi Kastély északi szárnyának pincehelyiségeiben működött. A borozó bejáratául a kastély udvaráról egy az egykori fejedelmi istálló felől nyíló ferde kicsi pincelejáró szolgált, mely egy szerteágazó, boltozatos, barlangszerű helyiségrendszerbe vezetett le. Az egy labirintushoz hasonló középkori eredetű teremrendszer egyes helyiségei a középkori kínzókamrákra emlékeztető neveket viseltek, úgy mint a „Kínok kamrája" (n. Marterkammer), a „Fájdalom kamrája" (n. Peinkammer), a „Tolvajbörtön" (n. Diebesgefängnis), vagy a „Spanyol tű" (n. Spanische Nadel). A borozó sokat ünnepelt pincei hangulatához még hozzájárult a nehéz régi faragott fa bútorzat, a kovácsoltvas falilámpák, a hatalmas, díszes fagású fahordók, valamint a planfonról lelógatott kogge modellek. A pincérek egyenruhája a kádárokéra emlékeztető kék köpenyből és bőr kötenyből állt.
A németország-szerte a lipcsei Auerbach és a breslaui Schweidnitzer pincékhez hasonló hérnévnek örvendő borozó illusztris vendégköréhez tartozott többek között E.T.A. Hoffmann, Richard Wagner, Lovis Corinth, Felix Dahn, Thomas Mann, Joachim Ringelnatz, Paul Wegener, Heinrich George, Henrik porosz királyi herceg vagy Gustav Stresemann. A később étteremmé bővített borozó specialitásai között szerepelt a königsbergi húsgombóc (n. Königsberger Klopse), a königsbergi pacal (n. Königsberger Fleck), illetve a ház védjegyének számító „ökörvér" (n. Ochsenblut), amely egy burgundi vörösborból és champagne-i pezsgőből készült, az ökörvér színére emlékeztető ital volt.
A borozó átvészelte az 1944-es brit légitámadást és egészen 1945 áprilisáig üzemelt. Miután a várost a Vörös Hadsereg elfoglalta a Blutgericht pinceboltozatait felrobbantották, és a kastély többi részével együtt 1969-ben lebontották.

## Galéria
- A borpince bejárata a königsbergi Kastély udvaráról (jobb sarok)
- A borpince díszes fahordói
- Metszet a belső térről
- A Blutgericht egy pincére

## Fordítás
- Ez a szócikk részben vagy egészben  a   Blutgericht_(Königsberg) című német Wikipédia-szócikk ezen változatának fordításán alapul.  Az eredeti cikk szerkesztőit annak laptörténete sorolja fel. Ez a jelzés csupán a megfogalmazás eredetét és a szerzői jogokat jelzi, nem szolgál a cikkben szereplő információk forrásmegjelöléseként.